# Akaa
Akaa je město a obec v provincii Pirkanmaa ve Finsku. Bylo založeno 1. ledna 2007 spojením města Toijala a obce Viiala. Obec Kylmäkoski byla spojena s Akaou dne 1. ledna 2011. K 31. březnu 2016 zde žilo 17 052 obyvatel. Rozkládá se na ploše 293,15 km2, z toho je 21,24 km2 vodních ploch. Hustota zalidnění je 58,17 lidí na km2.